# Ősméhek
Az ősméhek (Colletidae) a méhalkatúak (Apoidea) öregcsaládjának egyik családja.

## Rendszerezés
A család az alábbi alcsaládok, nemzetségek és nemek tartoznak:
- Colletinae alcsalád
  - Brachyglossula
  - Callomelitta
  - Chrysocolletes
  - Colletes
  - Eulonchopria
  - Glossurocolletes
  - Hesperocolletes
  - Leioproctus
  - Lonchopria
  - Lonchorhyncha
  - Mourecotelles
  - Neopasiphae
  - Niltonia
  - Paracolletes
  - Phenacolletes
  - Scrapter
  - Trichocolletes
- Diphaglossinae alcsalád
  - Caupolicanini nemzetség
    - Caupolicana
    - Crawfordapis
    - Ptiloglossa
    - Willinkapis
    - Zikanapis

  - Diphaglossini nemzetség
    - Cadeguala
    - Cadegualina
    - Diphaglossa

  - Dissoglottini nemzetség
    - Mydrosoma
    - Mydrosomella
    - Ptiloglossidia
- Euryglossinae alcsalád
  - Brachyhesma
  - Callohesma
  - Dasyhesma
  - Euhesma
  - Euryglossa
  - Euryglossina
  - Euryglossula
  - Heterohesma
  - Hyphesma
  - Melittosmithia
  - Pachyprosopis
  - Sericogaster
  - Stenohesma
  - Tumidihesma
  - Xanthesma
- Hylaeinae alcsalád
  - Amphylaeus
  - Hemirhiza
  - Hylaeus
  - Hyleoides
  - Meroglossa
  - Palaeorhiza
  - Xenorhiza
- Xeromelissinae alcsalád
  - Chilicola
  - Geodiscelis
  - Xenochilicola
  - Xeromelissa